# Maladies du spectre phénotypique des ostéodysplasies fronto-oto-palato-digitales
Les  maladies du spectre phénotypique des ostéodysplasies fronto-oto-palato-digitales comprennent  les syndromes ostéodysplasies fronto-oto-palato-digitales, la dysplasie frontométaphysaire et le syndrome de Melnick-Needles. Ces maladies sont en rapport avec une mutation du gène FNLA.
Chez les garçons, la sévérité des maladies de ce spectre va des manifestations légères du syndrome oto-palato-digital type I jusqu'au manifestations plus sévères du type II et au décès habituel en période périnatale chez les garçons atteints du syndrome de Melnick-Needles. Les filles ont des manifestations variables. 
Dans le syndrome oto-palato-digital type I, la plupart des signes sont présents dès la naissance et les filles sont moins atteintes que les garçons. 
Dans le syndrome oto-palato-digital type II et la dysplasie frontométaphysaire, les garçons sont plus atteints que les filles. La plupart des garçons atteints de syndrome oto-palato-digital type II décèdent durant la première année de vie le plus par hypoplasie pulmonaire secondaire à une hypoplasie thoracique. Les garçons qui survivant ont souvent un retard mental et nécessitent une assistance pour se nourrir ou pour respirer. Dans la dysplasie frontométaphysaire chez un garçon, les signes osseux ne progressent pas mais il existe souvent des contractures articulaires ou des malformations des pieds et des mains. Une scoliose d'apparition progressive atteint les deux sexes.
Dans le syndrome de Melnick-Needles, il existe une large variabilité phénotypique : Certaines personnes seront diagnostiquées à l'âge adulte, tandis que d'autres nécessiteront rapidement une assistance respiratoire avec une espérance de vie réduite.

## Signes cliniques
| Phénotype                           | Taille  | Visage          | Thorax     | Colonne vertébrale | Doigts | Autres anomalies osseuses                               | Autres signes |
| ----------------------------------- | ------- | --------------- | ---------- | ------------------ | ------ | ------------------------------------------------------- | --- |
| Syndrome oto-palato-digital type I  | Normale | Caractéristique | Normal     | Normale            |        | Os longs courbes Extension du coude limitée             | Surdité Fente palatine Intelligence normale                                                                                                  |
| Syndrome oto-palato-digital type II | Réduite | Caractéristique | Hypoplasie | Parfois scoliose   |        | Os longs courbes Retard à la fermeture de la fontanelle | Surdité Fente palatine Malformations cardiaques Omphalocèle Anomalies rénales Malformations du système nerveux centrale Intelligence réduite |
| Dysplasie frontométaphysaire        | Normale | Caractéristique | Normal     | Scoliose           |        | Os longs courbes                                        | Surdité Fente palatine Anomalies rénales Intelligence normale                                                                                |
| Syndrome de Melnick-Needles         | Réduite | Caractéristique | Hypoplasie | Scoliose           |        | Os longs courbes                                        | Surdité Anomalies rénales Intelligence normale                                                                                               |

## Sources
- * (en) Stephen Robertson, Otopalatodigital Spectrum Disorders In GeneTests: Medical Genetics Information Resource (database online). Copyright, University of Washington, Seattle. 1993-2005